# Clathria aphylla
Clathria aphylla är en svampdjursart som beskrevs av Hooper 1996. Clathria aphylla ingår i släktet Clathria och familjen Microcionidae. Inga underarter finns listade i Catalogue of Life.